# RR Donnelley
R.R. Donnelley er et amerikansk trykkeri og grafisk virksomhed, der er baseret i Chicago, Illinois. Der er 36.400 ansatte.
R.R. Donnelley & Sons Company blev etableret i Chicago i 1864 af Richard Robert Donnelley.